# Ankothrips yuccae
Ankothrips yuccae är en insektsart som beskrevs av Dudley Moulton 1926. Ankothrips yuccae ingår i släktet Ankothrips och familjen Melanthripidae. Inga underarter finns listade i Catalogue of Life.